# Poor Law Amendment Act 1834
Poor Law Amendment Act 1834, eller PLAA,  var en parlamentsakt i Storbritannien, som rörde fattigvården (utom Skottland, som förändrade sin fattigvårdslag 1845). Den ersatte gamla Poor Law från 1601. Därför kallas den ibland New Poor Law.
På vissa ställen försökte man genom fattigstugorna få människor att avstå söka hjälp, då framför allt många irländare sökte hjälp under den stora svälten på Irland.
I Charles Dickens bok Oliver Twist kritiserades systemet.

### Fotnoter
1. ↑  The anti-Poor Law campaign
2. ↑  The New Poor Law – 1834 – Britain Arkiverad 11 juni 2009 hämtat från the Wayback Machine.